# Institut préparatoire aux études d'ingénieurs de Tunis

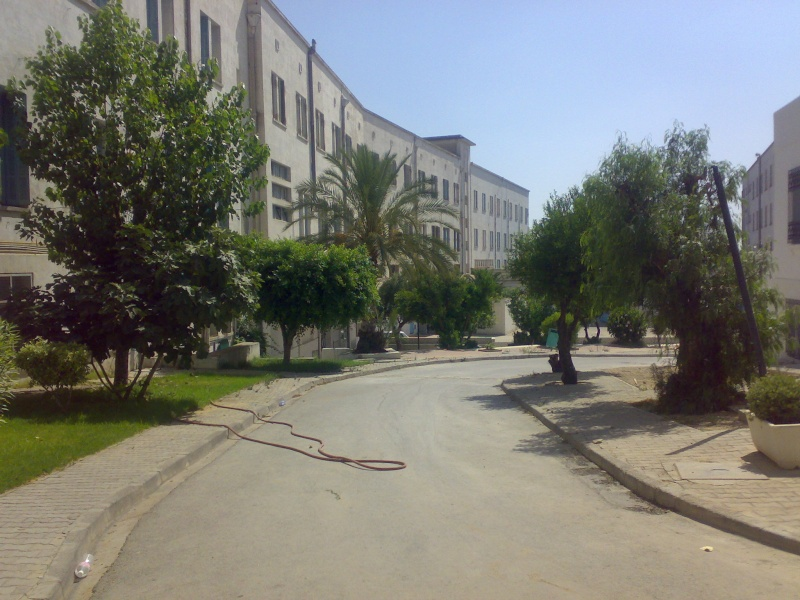
Vue de l'IPEIT depuis le bloc B.

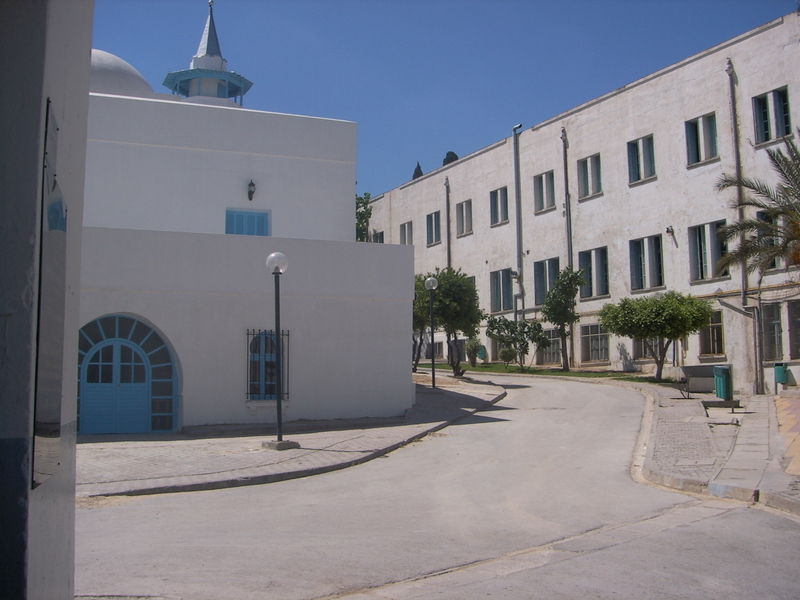
Vue à partir du bloc A.

L'Institut préparatoire aux études d'ingénieurs de Tunis (arabe : المعهد التّحضيري للدّراسات الهندسيّة بتونس) ou IPEIT est un établissement universitaire tunisien dépendant de l'université de Tunis créé selon la loi n°95-40 du 24 avril 1995. C'est également une classe préparatoire aux grandes écoles car, en Tunisie, celles-ci se font dans des institutions séparées et non dans des lycées comme en France.
L'IPEIT est l'une des meilleures écoles préparatoires en Tunisie après l'Institut préparatoire aux études scientifiques et techniques (IPEST). Les places offertes s'épuisent en effet dès le premier tour (30 % des bacheliers) malgré les critères d'accès relativement stricts.
Les locaux de l'IPEIT, situés au numéro 2 de la rue Jawaharlal-Nehru, dans le quartier de Montfleury, ont précédemment accueilli le lycée Mohsen-Ayari puis l'École normale des jeunes filles. L'Institut de presse et des sciences de l'information les a partagés avec l'IPEIT avant de déménager sur le campus de l'Université de La Manouba.

## Conditions d'accès
L'IPEIT recrute ses « taupins » à l'issue d'un baccalauréat scientifique (sciences expérimentales), mathématique (exceptionnellement un baccalauréat étranger équivalent) ou encore informatique (sciences de l'informatique) par concours sur dossier et sur la base de l'ordre du mérite au baccalauréat.

## Formation
L'IPEIT prépare ses élèves ingénieurs au concours national d'accès aux grandes écoles d'ingénieurs, telles que l'École polytechnique de Tunisie, l'École supérieure des communications de Tunis, l'École nationale des sciences de l'informatique ou encore les Écoles nationales d'ingénieurs comme celle de Tunis, ainsi qu'aux concours d'entrée à l'École normale supérieure de Tunis.
Chaque année, l'École polytechnique de Tunisie accueille approximativement la moitié de ses nouveaux élèves en provenance de l'IPEIT, ce qui indique la qualité de la formation reçue par les étudiants. Toutefois, la mise en place de la circulaire n°08/46 du 2 juin 2008 pourrait changer la donne dès 2010 puisque 70 % des étudiants de l'Institut préparatoire aux études scientifiques et techniques seront obligés de passer le concours national d'accès aux grandes écoles d'ingénieurs car seuls 30 % d'entre eux pourront recevoir des bourses pour partir en France, réduisant ainsi l'accès pour les étudiants de l'IPEIT.

## Bibliothèque

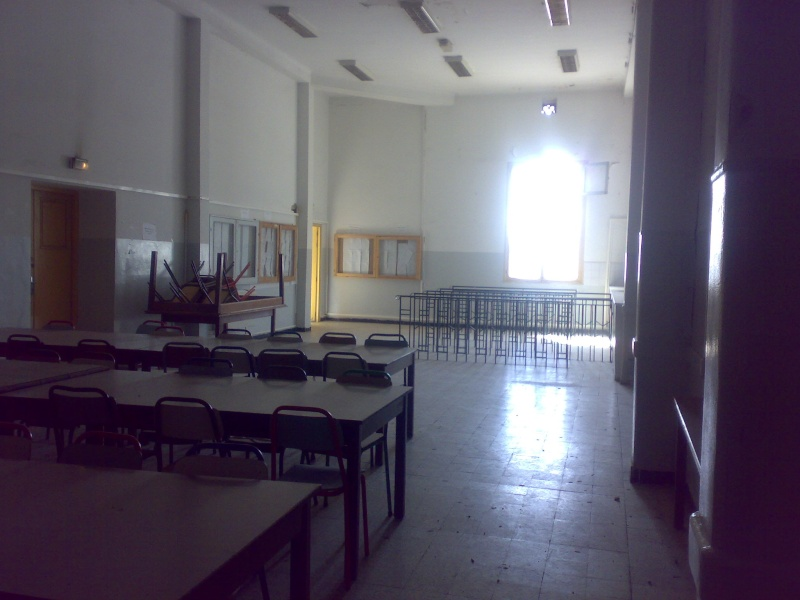
Vue partielle de la bibliothèque.

La bibliothèque propose un grand nombre de titres PC ou MP qui couvrent les mathématiques (environ 6 000 titres d'algèbre et analyse confondues), les sciences physiques (9 000), la chimie (de l'ordre de 4 000), les sciences et techniques de l'ingénieur (1 000) et l'informatique (1 000) même si la disponibilité des ouvrages est relativement médiocre, plusieurs titres n'étant présents qu'en un seul exemplaire.

## Concours français
Chaque année, le nombre d'étudiants voulant passer les différents concours français augmente, indépendamment de l'action de l'administration de l'IPEIT, malgré toutes les difficultés, en occurrence la date de l'arrêt des cours très tardive, le passage des examens du dernier trimestre durant la même semaine que celle du passage des CCP ainsi que le fait que certains cours de la deuxième année ne fassent pas partie du programme à enseigner.
Les étudiants passent ces concours en se rendant en France, une fois pour les écrits et une autre pour les oraux — ce qui n'est pas le cas des étudiants de l'IPEST qui passent la majorité des concours en Tunisie —  à leurs frais, les dépenses du voyage pour passer l'oral étant prises en charge par l'État tunisien.
Mais à partir de 2010 et d'après la circulaire n°08/46, les écoles de la banque CCP ne seront plus boursières, ce qui rend les chances des étudiants de décrocher une bourse pour entrer dans une école d'ingénieurs française plus réduites (difficultés de réussir le concours des mines ou celui de Polytechnique).

## Vie estudiantine
En 2011, les étudiants de l'IPEIT participent à la révolution et soutiennent les deux premiers sit-in tenus à la kasbah de Tunis. Ils prennent aussi position en faveur de la révolte libyenne en participant à des manifestations et en organisant des collectes et une caravane d'aide aux réfugiés de Ras Jedir venant de Libye.
L'institut a également connu la fondation du bureau de l'Union générale des étudiants de Tunisie, le premier syndicat étudiant à l'IPEIT. De même, plusieurs clubs voient le jour à la fin de l'année scolaire 2011 : le club d'astronomie AstroIPEIT, la radio interne IPEIT OnAir, l'IPEIT Magazine, le IPEIT Music Club et le club junior iJEC.

### Association tunisienne des études d'ingénieurs
L'Association tunisienne des études d'ingénieurs (ATEI) est une association scientifique et apolitique fondée en juin 2011 par des élèves ingénieurs à l'IPEIT. Sa mission est d'encadrer et former l'élève ingénieur afin de lui permettre de développer un esprit de leadership, de le préparer à une bonne intégration dans la recherche scientifique et à l'encourager et le pousser à gérer sa propre société dans le domaine de l'ingénierie. Sa vision est d'être le principal réseau national d'ingénieurs innovants.
Le domaine de travail de l'ATEI est réparti sur quatre axes :
- Personnel : formation en trois catégories offerte aux membres afin de réussir leur vie professionnelle (formation au sein de l'établissement, aspect psychologiques et de développement du raisonnement logique, aspects sociaux (communications, bonne gestion d'équipe, travail de groupe, savoir-être, etc.) ;
- Local : opportunité pour les membres de réaliser des actions au sein de l'établissement pour se déstresser, d'organiser des ateliers pour les matières principales, de développer leurs connaissances culturelles et scientifiques, l'ATEI aidant ses membres à chercher des projets de fin d'études et des stages ;
- National : organisation par le bureau national de la réunion nationale des présidents locaux, de séminaires pour les sociétés afin de faciliter les embauches et offres de stage, et de formations d'orientation pour les bacheliers ;
- Scientifique : accès à la recherche et à la formation scientifique, participation aux projets scientifiques dans le domaine de l'ingénierie.

### Association des anciens de l'IPEIT
En août 2011, un groupe d'anciens élèves dépose auprès du gouvernorat de Tunis une demande d'autorisation pour l'Association des anciens de l'IPEIT (2AI), une association à but non lucratif, apolitique et indépendante qui regroupe les taupins qui poursuivent leurs études à l'IPEIT ainsi que les anciens étudiants en école d'ingénieurs ou diplômés.
La 2AI cherche à développer les échanges entre les anciens par le biais de rencontres, de conférences, de manifestations culturelles ainsi que d'un annuaire afin d'accompagner les anciens dans leur recherche d'emploi et de stages grâce au pôle carrière ; elle compte aussi se pencher sur l'encadrement des élèves ingénieurs préparant les concours d'entrée aux écoles d'ingénieurs nationales ou françaises.